# Acaena pinnatifida
Acaena pinnatifida är en rosväxtart som beskrevs av Hipólito Ruiz López och Pav.. Acaena pinnatifida ingår i släktet taggpimpineller, och familjen rosväxter. Utöver nominatformen finns också underarten A. p. californica.

## Bildgalleri

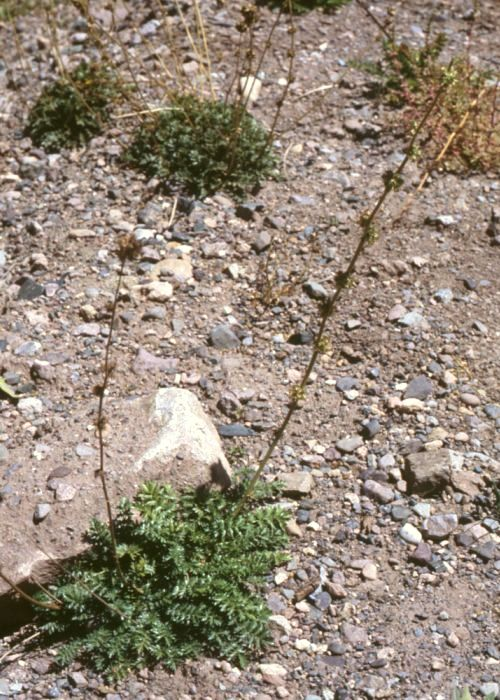